# Franklinite
La franklinite (simbolo IMA: Frk) è un minerale raro del supergruppo dello spinello e in particolare degli ossispinelli, nella cui famiglia occupa un posto nel sottogruppo dello spinello; la sua composizione chimica è ZnFe2O4. Analogamente alla magnetite, può essere presente sia il ferro bivalente (Fe2+) che quello trivalente (Fe3+). Il ferro bivalente o il manganese (Mn) possono accompagnare l’atomo di zinco (Zn). Il manganese trivalente (Mn3+) può sostituire il ferro ferrico (Fe3+). La franklinite è spesso associata a minerali fluorescenti.

## Etimologia e storia
La franklinite è stata scoperta per la prima volta in diverse fosse vicino alla città di Franklin, nel New Jersey. Fu descritto per la prima volta nel 1819 da Pierre Berthier, che chiamò il minerale in onore della sua località tipo Franklin e del suo omonimo, Benjamin Franklin.
Il campione tipo per questo minerale non è definito.

## Classificazione
L'attuale classificazione dell'Associazione Mineralogica Internazionale (IMA) colloca la franklinite nel supergruppo dello spinello, dove si trova insieme a cromite, cocromite, coulsonite, cuprospinello, dellagiustaite, deltalumite, gahnite, galaxite, guite, hausmannite, hercynite, hetaerolite, jacobsite, maghemite, magnesiocromite, magnesiocoulsonite, magnesioferrite, magnetite, manganocromite, spinello, termaerogenite, titanomaghemite, trevorite, vuorelainenite e zincocromite formano il sottogruppo dello spinello all'interno degli ossispinelli. Fanno parte di questo gruppo anche la chihmingite e la chukochenite descritte dopo il 2018, così come la nicromite, il cui nome non è stato ancora riconosciuto dal CNMNC dell'IMA.
Già nell'obsoleta ma ancora in uso 8ª edizione della Sistematica dei Minerali secondo Strunz, la franklinite appartiene alla classe minerale degli "Ossidi e Idrossidi" e da lì alla sottoclasse dei "Composti con M3O4- e composti correlati", dove insieme a jacobsite, magnesioferrite, magnetite e trevorite con cui forma il gruppo degli "spinelli di ferro (III)" con il sistema nº IV/B.01b.
Nella Sistematica dei lapis (Lapis-Systematik) di Stefan Weiß, che si basa ancora su questo sistema classico di Strunz per rispetto verso i collezionisti privati e le collezioni istituzionali, il minerale è stato assegnato al numero di sistema e minerale nº IV/B.02-60. In tale sistematica ciò corrisponde al dipartimento "Ossidi con rapporto metallo : ossigeno = 3 : 4 (spinello tipo M3O4 e composti correlati)", dove la franklinite forma il gruppo degli "spinelli di ferrite" insieme a cuprospinello, jacobsite, magnesioferrite, magnetite e trevorite.
La 9ª edizione della sistematica minerale di Strunz, in vigore dal 2001 e aggiornata dall'IMA fino al 2024, classifica la franklinite nel dipartimento degli "ossidi con il rapporto quantità materiale metallo : ossigeno = 3 : 4 e simili". Tuttavia, questo è ulteriormente suddiviso in base alla dimensione relativa dei cationi coinvolti, in modo che il minerale possa essere trovato in base alla sua composizione nella suddivisione "Con solo cationi di medie dimensioni", dove è elencato insieme a brunogeierite, cromite, cocromite, coulsonite, cuprospinello, filipstadite, gahnite, galaxite, hercynite, jacobite, magnesiocromite, magnesiocoulsonite, magnesioferrite, magnetite, manganocromite, nicromite, qandilite, spinello, trevorite, ulvöspinello, vuorelainenite e zincocromite, con le quali costituisce il "gruppo dello spinello" nel sistema nº 4.BB.05.
La classificazione dei minerali di Dana, che viene utilizzata principalmente nel mondo anglosassone, classifica la franklinite nella classe degli "ossidi e idrossidi" e lì nel dipartimento degli "ossidi multipli". La si trova insieme a magnesioferrite, jacobsite, magnetite, trevorite, cuprospinello e brunogeierite nel "sottogruppo ferro" con il sistema nº 07.02.02 all'interno della suddivisione "Ossidi multipli (A+B2+)2X4, Gruppo dello spinello".

## Chimica
In forma chimicamente pura, che tuttavia non è stata ancora osservata nelle frankliniti naturali e quindi finora è stata realizzata solo in sintesi, la composizione ZnFe3+2O4 è costituita per il 27,12% in peso da zinco (Zn), 46,33% in peso da ferro (Fe) e 26,55% in peso da ossigeno (O).
Ad alte temperature, la franklinite, la jacobsite (Mn2+Fe3+2O4), la trevorite (NiFe3+2O4), la magnesioferrite (MgFe3+2O4), la magnetite (Fe2+(Fe3+)2O4) e l'ulvospinello Fe2+2TiO4 sono in grado di formare cristalli misti senza restrizioni.
A causa della formazione di cristalli misti, una parte dello zinco deve quindi essere sostituita da manganese e/o ferro bivalente e parte del ferro trivalente per diadochia di manganese equivalente. La formula mista è di conseguenza data in varie fonti come:
{\displaystyle {\ce {(Zn,Mn^{2+},Fe^{2+})(Fe^{3+},Mn^{3+})_2O_4}}}
Soprattutto tra franklinite e magnetite, così come tra franklinite e jacobsite, tutti i collegamenti intermedi si verificano ad alte temperature. Tuttavia, la miscibilità diminuisce durante il raffreddamento, il che porta alla segregazione delle singole fasi.
Tra le altre cose, questi processi di segregazione sono anche la causa di quelle che sembrano essere "frankliniti magnetiche", in cui sono presenti miscele di magnetite lamellare.

## Abito cristallino
La franklinite cristallizza cubicamente nella struttura dello spinello con il gruppo spaziale Fd3m (gruppo nº 227); possiede costante di reticolo a = 8,47 Å e otto unità di formula per cella unitaria.
La franklinite sviluppa tipicamente cristalli ottaedrici fino a 22 cm di dimensione, i cui angoli sono solitamente arrotondati.

## Proprietà
Davanti al tubo di saldatura, la franklinite non è fusibile ma diventa magnetica. Non è molto resistente agli acidi e può già essere disciolto in acqua salamoia calda (HCl), che sviluppa cloro gassoso.
Al microscopio a luce riflessa, la franklinite riflette la luce quasi completamente, cioè appare di un bianco abbastanza puro. Nell'aria, appare leggermente più luminoso rispetto alla sfalerite e molto più luminoso rispetto alla zincite. Tuttavia, la riflettività della franklinite è notevolmente ridotta nell'olio e mostra anche un cambiamento di colore in grigio-verdastro, che la distingue dalla magnetite piuttosto rossastra.
Con una durezza Mohs compresa tra 6 e 6,5, la franklinite è uno dei minerali medio-duri che, come il minerale di riferimento ortoclasio (durezza 6), può essere quasi graffiato con una lima d'acciaio. La franklinite non mostra una tendenza a dividersi, ma le secrezioni in base alle superfici dell'ottaedro sono {111} possibili. Si rompe con superfici di frattura da irregolari a debolmente simili a conchiglie.

## Origine e giacitura
La franklinite si forma in vene ricche di ferro, zinco e manganese che sono state alterate nei sedimenti carbonatici marini dalla metamorfosi ad alte temperature. I minerali compagni includono andradite, berzeliite, braunite, calcite, gahnite, ematite, hausmannite, hetaerolite, jacobsite, magnetite, manganosite, rodocrosite, rodonite, sarkinite, willemite e zincite.
Essendo una formazione minerale rara, la franklinite è stata rilevata solo in pochi siti, con circa 60 siti (a partire dal 2018) considerati finora noti. Oltre alla sua località tipo Franklin, dove il minerale è stato trovato in diversi pozzi, e altri pozzi nel più grande distretto minerario del New Jersey, la franklinite è stata trovata anche negli Stati Uniti a Moffet Point nel distretto orientale delle Aleutine in Alaska, nella miniera di Desert View nelle montagne di San Bernardino in California e nella miniera di Rio Dolores vicino a Central City nella contea di Gilpin, tra gli altri, del Colorado. Altri due siti, il pozzo Webber presso la miniera d'argento di Fairview nella contea di Churchill, in Nevada, e la miniera di zinco Devine nella contea di Hidalgo, nel Nuovo Messico, sono considerati discutibili perché le scoperte non sono ancora state confermate.
Finora, l'unico sito noto in Germania è un cumulo di scorie presso la fonderia di zinco di Genna nel distretto di Letmathe, nella regione del Sauerland, nella Renania settentrionale-Vestfalia. Anche in Austria, lo Stradner Kogel vicino a Wilhelmsdorf (nel comune di Bad Gleichenberg) in Stiria è l'unico luogo conosciuto in cui è stata trovata la franklinite.
Altre località includono Iron Knob e Zeehan, nella Contea di Mukinbudin in Australia, Vazante nello stato brasiliano di Minas Gerais, le prefetture di Meizhou e Yichun in Cina, l'isola di Ross in Irlanda, Nežilovo (Opština Veles) e il distretto di Kratovo-Zletovo in Macedonia, vicino a East Camp (Santa Eulalia, Chihuahua) e La Blanca (comune di Ojocaliente, Zacatecas) in Messico, vicino a Trzebinia in Polonia, a Ocna de Fier, Răzoare (nel Maramureș) e Iacobeni in Romania, nella cava di marmo di Pereval vicino a Sljudjanka (in Siberia orientale) e in tre siti sui Monti Chibiny e nella tundra di Lovozero in Russia, nella provincia di Lusaka in Zambia, vicino a Garpenberg (nella Contea di Dalarna), Långban e Hasselhojden (Västmanland) in Svezia, vicino a Barberton e nella miniera di piombo di Edendale vicino a Pretoria (Gauteng) in Sud Africa, e presso il vulcano Kerimasi nella regione di Arusha in Tanzania.

## Forma in cui si presenta in natura
Si trovano anche inclusioni grossolane o a grana fine in altri minerali. Il minerale è generalmente opaco e traslucido solo in sottili strati di colore rosso intenso. I cristalli possono essere di colore nero-ferro, marrone o rosso. I campioni freschi mostrano una lucentezza metallica sulle superfici. La franklinite è dura, molto pesante, fragile ma non sfaldabile e con frattura concoide. La polvere è di colore rosso-bruno. È leggermente magnetica e lo diventa nettamente se scaldata su fiamma riducente. È infusibile e solubile in acido cloridrico (HCl).
La franklinite può accompagnarsi ad altri minerali (willemite, calcite, zincite) che sono fluorescenti sotto la luce ultravioletta; in questi campioni il contrasto tra i piccoli cristalli neri di franklinite, mescolati alla calcite e alla willemite, crea, sotto la luce ultravioletta, un particolare effetto estetico. Grandi cristalli neri ottaedrici di franklinite sono più rari da rinvenire. Nella "Franklin Furnace" sono stati trovati cristalli ottaedrici di 30 cm di lato.